# Лига Краљевине Шведске у рагбију тринаест
Лига Краљевине Шведске у рагбију тринаест (енгл. Sweden Super League) је први ниво домаћег, клупског такмичења у рагбију 13 у Краљевини Шведској.
Рагби 13 није популаран спорт у Краљевини Шведској.

## Историја
Швеђани су почели да играју рагби лигу 2010. 
Рагби 13 репрезентација Шведске је учесник Нордијског купа.

## Тимови учесници
- Борас рејвенс
- Гетенбург лајонс
- Спартакус редс
- Ванерсборг
- Вест коуст мастерс